# Monto
Monto (auch mit Artikel: the Monto) war die umgangssprachliche Bezeichnung des einstigen Rotlichtviertels in der nördlichen Innenstadt Dublins, der Hauptstadt Irlands. Es war auch bekannt als the Kips, the Digs, the village, the bad area (dt. „die schlechte Gegend“) oder hell’s gates (dt. „Höllentore“).

## Geschichte
Das Gebiet befand sich am North Dock, zwischen dem Custom House und Mountjoy Square. Es wurde ungefähr durch  die Talbot Street, Amiens Street, Gardiner Street und Gloucester Street (die heutige Seán McDermott Street) begrenzt. Der Name ist von der Montgomery Street (der heutigen Foley Street) abgeleitet, welche parallel zum unteren Ende der Talbot Street in Richtung zur heutigen Connolly Station verläuft. Die Straße wurde nach Elisabeth Montgomery benannt, der Ehefrau von Luke Gardiner, dem 1. Viscount Mountjoy (1745–1795). Das Zentrum des Viertels war jedoch die untere Mecklenburgh Street und davon abgehende Gassen, die jedoch aufgrund der heutigen Bebauung meist verschwunden sind. Mecklenburgh Street (so benannt 1733 nach Sophie Charlotte von Mecklenburg-Strelitz) wurde 1887 in Tyrone Street und 1911 schließlich in Railway Street umbenannt, um ihre schlechte Reputation zu verschleiern.
Die erste Bordellwirtin, Mary „Moll“ Hall, eröffnete ihr Bordell am Ende des 18. Jahrhunderts, als das Gebiet noch modern und von herrschaftlichen, zwei- bis vierstöckigen georgianischen Häusern, geprägt war. Mit dem sozialen Niedergang des Viertels, hervorgerufen durch den Verlust der Hauptstadtfunktion Dublins infolge des Act of Union 1800, und Umwandlung der Häuser in Mietskasernen für niedere Schichten, kamen weitere Bordelle („kip houses“), Pubs und Shebeens hinzu. Die obere Mecklenburgh Street behielt weitgehend ein Oberklasse-Image und beherbergte bessere Bordelle („flash houses“) für die Oberschicht. Etablissements der mittleren Preislage fanden sich in Mabbot Street (heute James Joyce Street) und Faithful Place. In den Nebenstraßen der unteren Mecklenburgh Street, Montgomery Street, Mabbott Lane, Beaver Street und anderen befanden sich zweit- und drittklassige Bordelle.
Zu seiner Blütezeit von den 1860er Jahren bis in die 1920er Jahre gab es bis zu 1.600 Prostituierte, die in Montos Bordellen arbeiteten. Die Freier kamen aus allen Gesellschaftsschichten. Es war angeblich der größte Rotlichtbezirk in Europa zu dieser Zeit. Seine finanzielle Lebensfähigkeit wurde getragen durch die Nähe zum Hafen Dublins, dem nahegelegenen Bahnhof in der Amiens Street und durch eine Reihe von Kasernen der britischen Armee und somit vielen Soldaten in der Stadt, insbesondere zu erwähnen sind die Aldborough Barracks und die Royal Barracks (spätere Collins Barracks, heute ein Ausstellungsort des irischen Nationalmuseums). Reichere Freier kamen zum Teil unerkannt durch Tunnel, die bis zum Customs House führten. Unter ihnen soll auch der junge Prince of Wales und spätere König Edward VII. gewesen sein.
Monto war auch ein Ort der Aktivitäten der IRA, besonders um die Zeit des irischen Unabhängigkeitskrieges mit verschiedenen sicheren Unterschlüpfen für die mobilen Einheiten (flying columns) der IRA, zum Beispiel Phil Shanahans Pub, der von 1914 bis 1927 existierte.
Zwischen 1923 und 1925 bemühten sich religiöse Bewegungen angeführt von Frank Duff von der Legion of Mary, einer römisch-katholischen Laien-Organisation, und Jesuiten-Pater Richard S. Devane, darum, die Bordelle zu schließen. Sie erreichten die Kooperation des Dublin Police Commissioner, General William Murphy. Die Kampagne endete mit 120 Verhaftungen und der Schließung der Bordelle nach einer Polizeirazzia am 12. März 1925. Die finanzielle Grundlage war bereits zuvor durch den Abzug der britischen Soldaten infolge des Anglo-Irischen Vertrags im Dezember 1921 und der Gründung des Irischen Freistaats am 6. Dezember 1922 stark gefährdet.
Die meisten der alten, das Viertel prägenden Mietskasernen verschwanden zwischen den späten 1940er bis 1970er Jahren und wurden durch moderne Apartmenthäuser ersetzt, so dass heute kaum mehr etwas an das alte Viertel erinnert. Auch von den Pubs existieren nur noch wenige, z. B. Lloyd’s und Mullet’s Bar an der Ecke Amiens Street/Foley Street.
Nach Ellen „Bella Cohen“ Cannell, eine der bekanntesten Bordellbesitzerinnen, wurde Bella Street (einschl. der Nebenstraßen Bella Avenue und Bella Place) nördlich der Seán McDermott Street benannt.

## Monto in der Literatur und Musik
Unsterblich wurde Monto als „Nighttown“ im Circe-Kapitel des Romans Ulysses von James Joyce, in welchem die Hauptfigur Leopold Bloom zusammen mit Stephen Dedalus ein Bordell besucht. Oliver St. John Gogarty beschreibt Monto in seinen Werken As I Was Going down Sackville Street und Tumbling in the Hay und Liam O’Flaherty in Der Denunziant.
Es gibt einen irischen Folksong namens Monto (Take Her Up To Monto), geschrieben von George Desmond Hodnett und populär gemacht durch The Dubliners.  Monto wird auch im Folksong Waxies’ Dargle erwähnt. Monto, Frank Duff und die Legion of Mary werden ebenfalls in Peter Yeates’ Song „Honour Bright“ erwähnt, in dem es um den Mord an der Prostituierten Lizzie O’Neill 1925 geht, welche das Pseudonym Honour Bright trug.